# Ensemble (waterschap)
Ensemble is een voormalig waterschap in de Nederlandse provincie Groningen.
Het waterschap was ontstaan als fusie van de Zesboerenpolder en het Veen van Oude Werf en bevond zich ten noorden van Heiligerlee en Winschoten. De polder werd bemalen door een gemaal dat uitsloeg op het (Oude)  Winschoterdiep. Het waterschap werd doorsneden door de in 1954 tot 1956 nieuw gegraven loop van het diep, waarna de hoofdwatergang via een onderleider naar het gemaal werd geleid.
Waterstaatkundig gezien ligt het gebied sinds 2000 binnen dat van het waterschap Hunze en Aa's.